# Dimer cyklooktadieniridiumchloridu
Dimer cyklooktadieniridiumchloridu je organická sloučenina iridia se vzorcem Ir2Cl2(C8H12)2, kde C8H12 cyklookta-1,5-dien. Jedná se o oranžovou až červenou pevnou látku rozpustnou v organických rozpouštědlech. Tento komplex se používá na přípravu dalších komplexů iridia, z nichž se některé využívají jako homogenní katalyzátory. Pevná forma je na vzduchu stálá, ovšem roztoky se rozkládají.

## Příprava, struktura a reakce
Tato sloučenina se připravuje zahříváním hydrátu chloridu iriditého s cyklooktadienem v alkoholovém rozpouštědle; trojmocné iridium se přitom redukuje na jednomocné.
Iridiová centra mají, jak je u d8 komplexů obvyklé, rovinnou čtvercovou geometrii. Ir2Cl2 jádra vytvářejí torzní úhel 86°. Krystalická forma má dvě varianty, žlutooranžovou a červenooranžovou; druhá z nich se vyskytuje častěji.
Dimer cyklooktadieniridiumchloridu slouží na přípravu dalších komplexů iridia, jako je například Crabtreeův katalyzátor.
Chloridové ligandy lze lehce vyměnit za methoxidové, čímž vzniká dimer cyklooktadieniridiummethoxidu, Ir2(OCH3)2(C8H12)2.
Cyklooktadienový ligand v kationtových komplexech s obecným vzorcem [(C8H12)IrL2]+ snadno isomerizuje.